# Wereldkampioenschappen kunstschaatsen 1898
De Wereldkampioenschappen kunstschaatsen is een evenement dat georganiseerd wordt door de Internationale Schaatsunie.
Het derde wereldkampioenschap kunstschaatsen werd op 15 februari 1898 georganiseerd in het National Skating Palace in Londen, Verenigd Koninkrijk.

## Deelname
Vier mannen uit vier landen kwamen uit op dit kampioenschap.
| Duitse Keizerrijk (1) Oostenrijk (1) Verenigd Koninkrijk (1) Zweden (1) |

De Duitser Gilbert Fuchs nam voor de tweede keer deel. Op het eerste WK in 1896 werd hij de eerste wereldkampioen.
De Oostenrijker Gustav Hügel nam voor de derde keer deel. Op het eerste WK in 1896 was hij tweede geworden en in 1897 wereldkampioen.
Namens het gastland nam H.C. Holt deel, het was zijn enige WK deelname.
De Zweed Henning Grenander, op het EK van 1893 tweede, werd met zijn enige deelname aan het WK kunstschaatsen de derde wereldkampioen.

## Medaille verdeling
| Discipline | Goud              | Zilver       | Brons         |
| ---------- | ----------------- | ------------ | ------------- |
| Mannen     | Henning Grenander | Gustav Hügel | Gilbert Fuchs |

## Uitslagen
pc = plaatsingcijfer
| #      | naam (deelname)   | land                         | pc |
| ------ | ----------------- | ---------------------------- | -- |
| Goud   | Henning Grenander | Vlag van Zweden              | 10 |
| Zilver | Gustav Hügel (3)  | Vlag van Oostenrijk          | 13 |
| Brons  | Gilbert Fuchs (2) | Vlag van Duitse Keizerrijk   | 13 |
| 4      | H.C. Holt         | Vlag van Verenigd Koninkrijk | 24 |

Medaillewinnaars

Mannen · 
Vrouwen ·
Paren · 
IJsdansen

 Toernooi

1896 · 
1897 · 
1898 · 
1899 · 
1900 · 
1901 · 
1902 · 
1903 · 
1904 · 
1905 · 
1906 · 
1907 · 
1908 · 
1909 · 
1910 · 
1911 · 
1912 · 
1913 · 
1914 · 
1915-1921 · 
1922 · 
1923 · 
1924 · 
1925 · 
1926 · 
1927 · 
1928 · 
1929 · 
1930 · 
1931 · 
1932 · 
1933 · 
1934 · 
1935 · 
1936 · 
1937 · 
1938 · 
1939 ·
1940-1946 · 
1947 · 
1948 · 
1949 · 
1950 · 
1951 · 
1952 · 
1953 · 
1954 · 
1955 · 
1956 · 
1957 · 
1958 · 
1959 · 
1960 · 
1961 · 
1962 · 
1963 · 
1964 · 
1965 · 
1966 · 
1967 · 
1968 · 
1969 · 
1970 · 
1971 · 
1972 · 
1973 · 
1974 · 
1975 · 
1976 · 
1977 · 
1978 · 
1979 · 
1980 · 
1981 · 
1982 · 
1983 · 
1984 · 
1985 · 
1986 · 
1987 · 
1988 · 
1989 · 
1990 · 
1991 · 
1992 · 
1993 · 
1994 · 
1995 ·
1996 · 
1997 · 
1998 · 
1999 · 
2000 · 
2001 · 
2002 · 
2003 · 
2004 · 
2005 · 
2006 ·
2007 ·
2008 ·
2009 ·
2010 ·
2011 ·
2012 ·
2013 ·
2014 ·
2015 ·
2016 ·
2017 ·
2018 ·
2019 · 
2020 · 
2021 ·
2022 ·
2023 ·
2024

 ISU-kampioenschappen

WK kunstschaatsen junioren ·
EK kunstschaatsen ·
Viercontinentenkampioenschap ·
Olympische Spelen